# Граф Десмонд

Герб графів Десмонд.

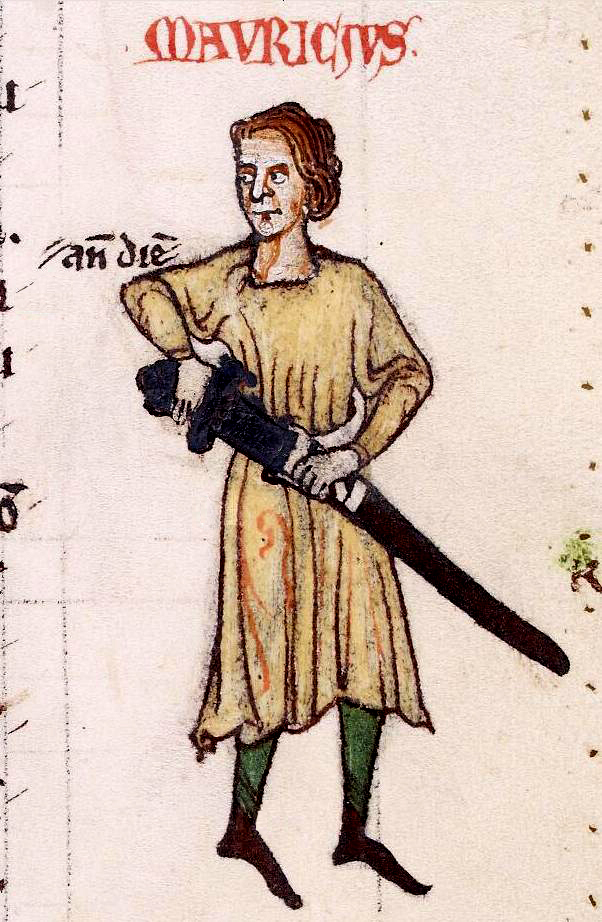
Моріс ФіцДжеральд — лорд Ланстефан.

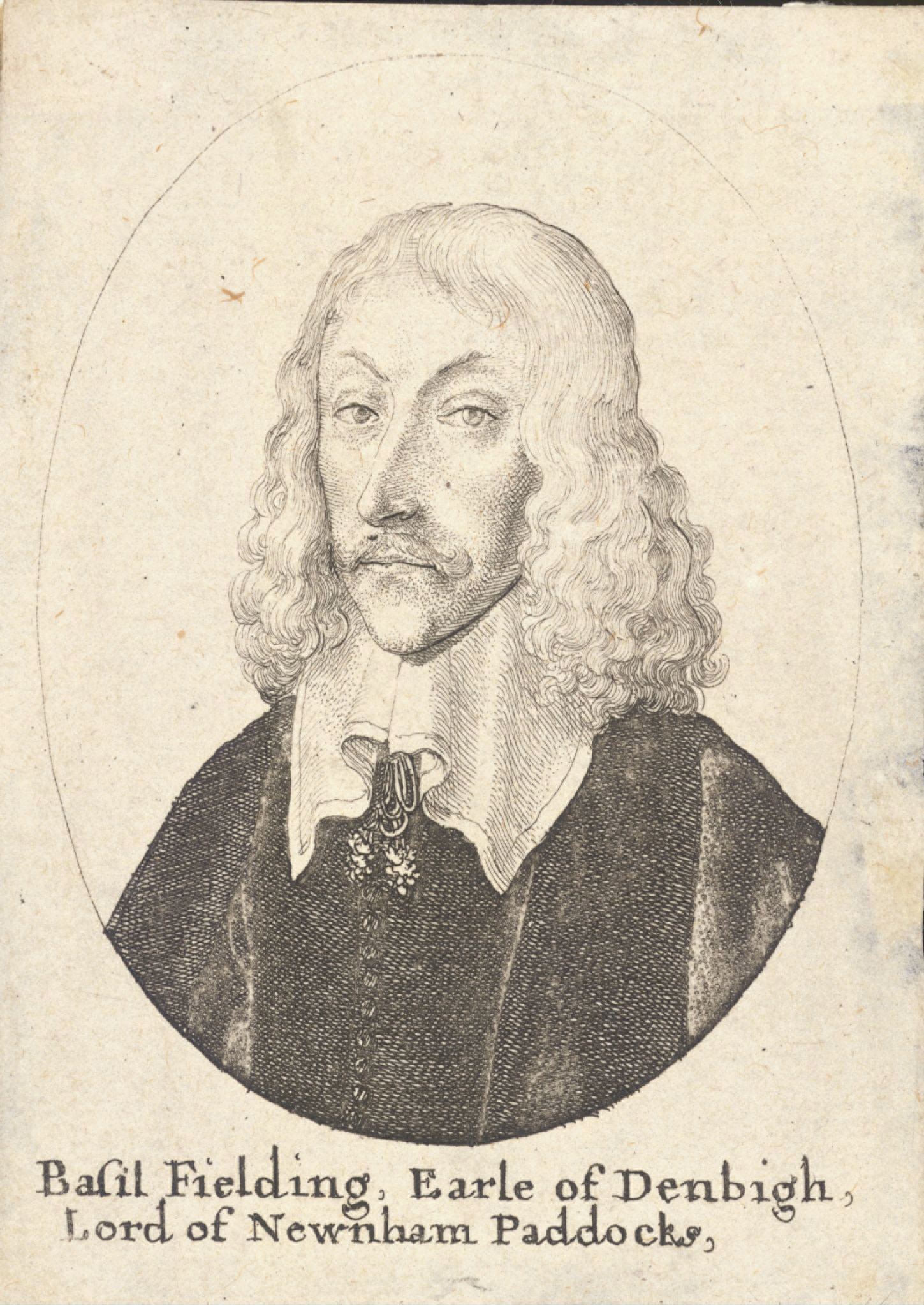
Базіл Філдінг — ІІ граф Десмонд.

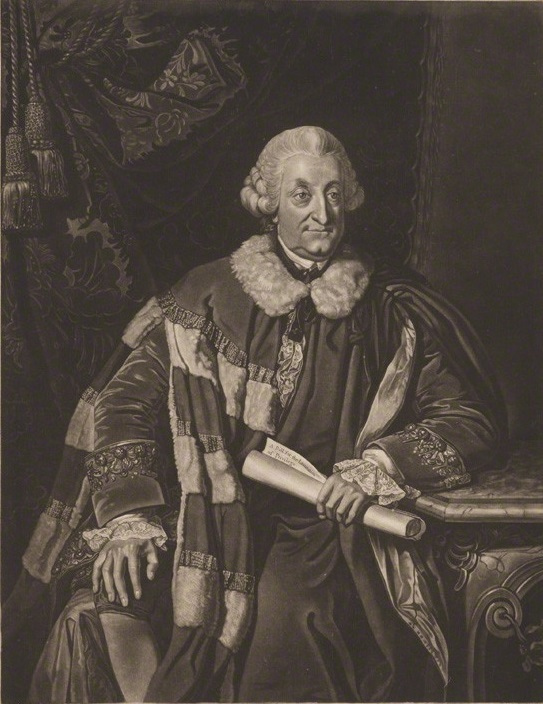
Базіл Філдінг — V граф Десмонд.

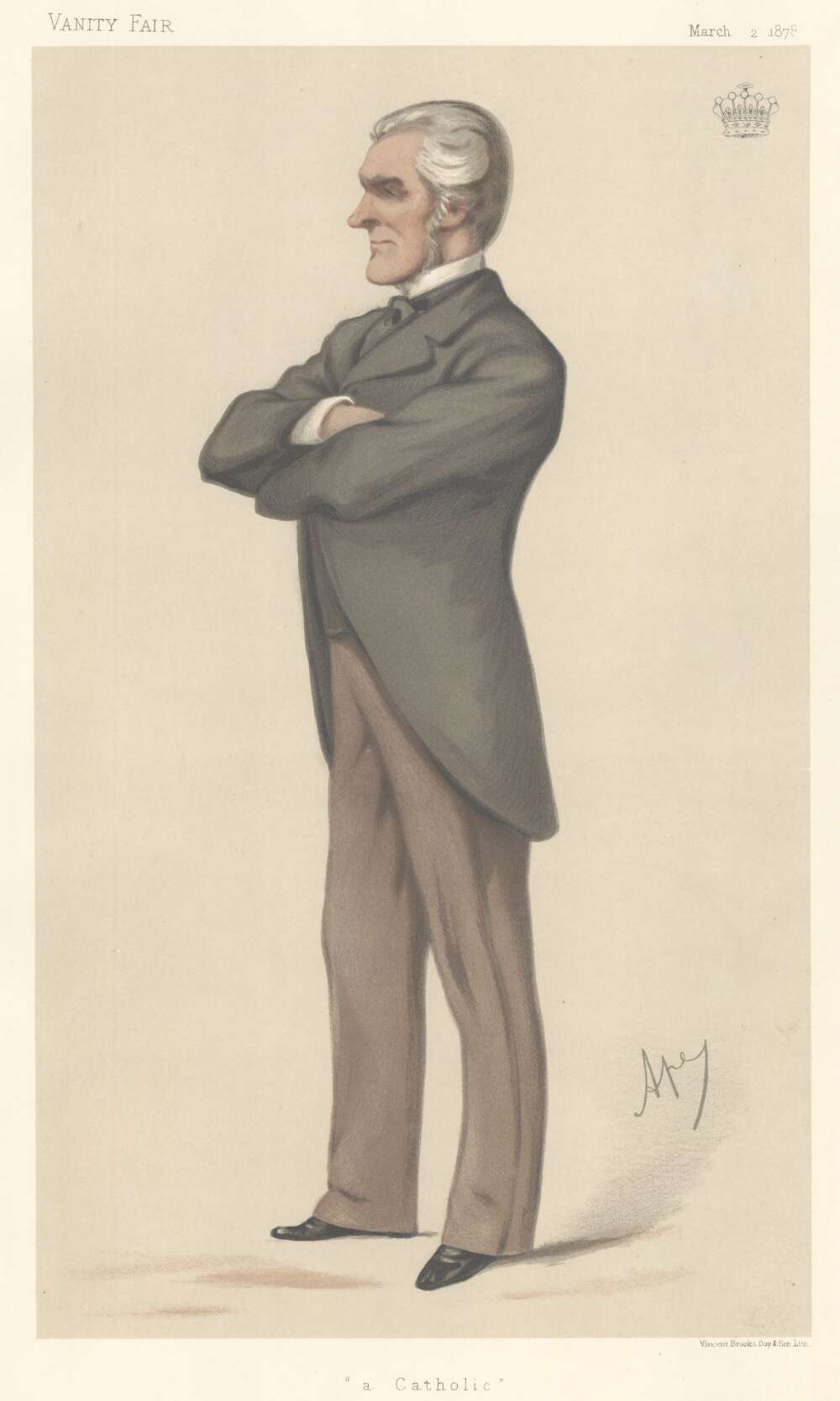
Рудольф Вільям Базіл Філдінг (1823—1892) — VII граф Десмонд. Карикатура «Католик» із серії «Ярмарка марнославства» худ. Карло Пеллігріні.

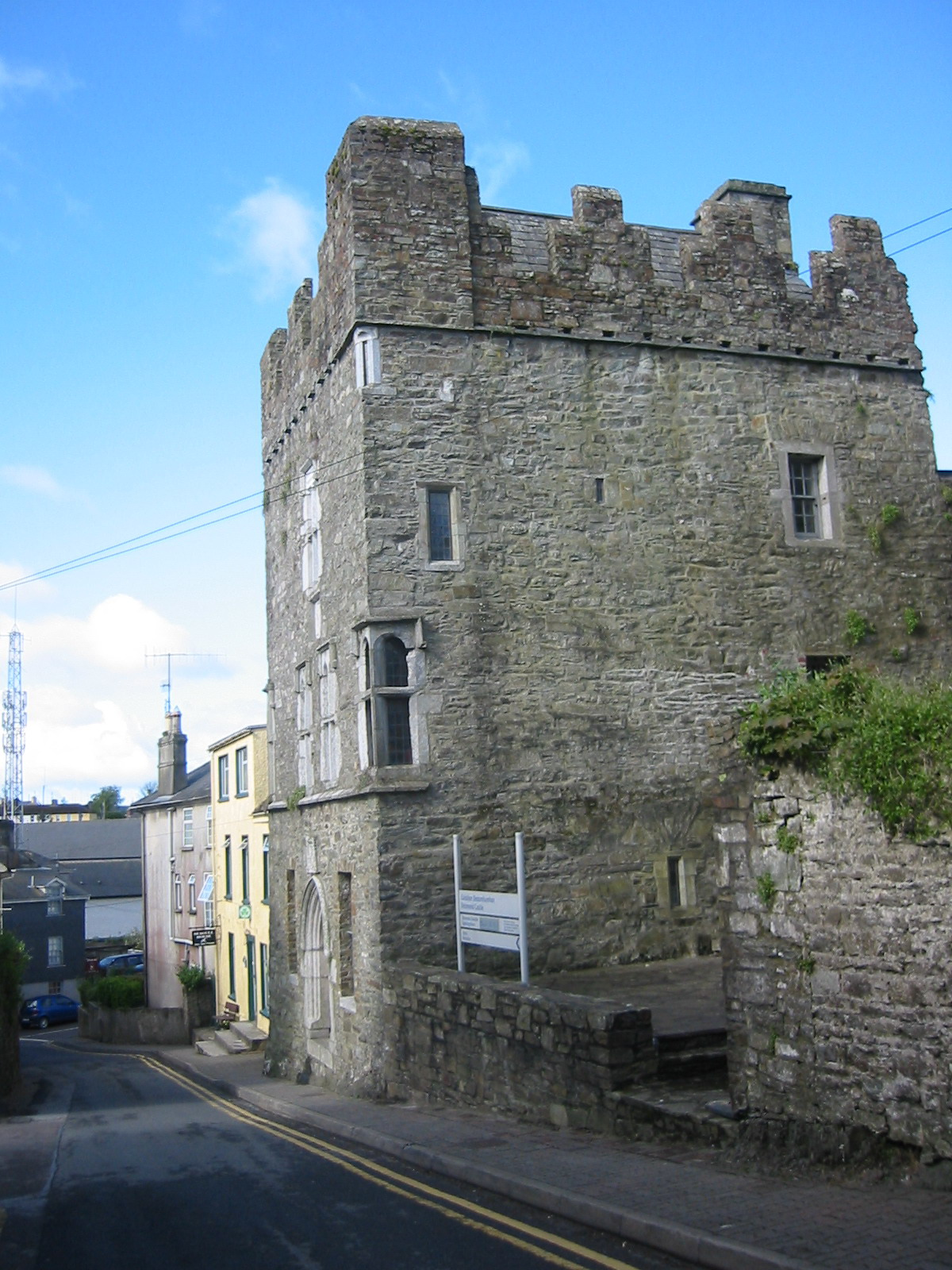
Замок Десмонд в Кінсейлі, Ірландія.

Граф Десмонд (англ. — Earl of Desmond, ірл. — Iarla Dheasman) — аристократичний титул в перстві Ірландії.

## Гасло графів Десмонд
Crescit sub pondere virtus — «Чеснота зростає під час гніту» (лат.)

## Історія графів Десмонд
Титул граф Десмонд (Ярла Десман) існував деякий час в Ірландії поза системою перства, але потім титул був включений в перство Ірландії. З 1640 року цей титул став додатковим титулом графа Денбі.

### Барони Десмонд
Перший титул барона Десмонд належав нащадкам Томаса ФіцМоріса — лорда О'Коннелл. Томас був старшим сином Моріса ФіцДжеральда — лорда Ланстефана. Моріс був головним полководцем лорда Пембрука, відомого як лорд Стронбоу під час завоювання Ірландії англо-норманськими феодалами в 1169—1171 років. Моріс ФіцДжеральд — лорд Ланстефан — феодал англо-нормансько-валійського походження був засновником феодальних династій ФіцМоріс та ФіцДжеральд в Ірландії. Династія баронів Десмонд були нащадками старшого сина Моріса ФіцДжеральда. Таким чином вони були родичами знаменитих Джеральдинів, родичами графів Кілдер, герцогів Лейнстер. Ці лінії були засновані Джеральдом ФіцМорісом — І лордом Оффалі. Син Томаса — Джон ФіцТомас отримав титул барона Десмонд в нагороду за службу королю Англії. У 1259 році він отримав від принца Англії Едварда право на володіння землями Десіс та Десмонд, хоча за ці землі на той час досі шла війна з ірландськими кланами. До 1259 року ці землі «де-юре» належали Томасу Фіц-Ентоні — батькові дружини Джона — леді Марджері Фіц-Ентоні.

### Графи Десмонд— перше та друге створення титулу
Титул графа Десмонд було вперше створено для Моріса ФіцДжеральда — IV барона Десмонд в 1329 році. На той час родина ФіцДжеральдів породнилася з ірландськими кланами, перейняла їхні звичаї та мову. ФіцДжеральди і ФіцМоріси чинили опір протестанській реформації в Ірландії, неодноразово піднімали повстання за незалежність Ірландії. Після поразки першого і другого повстання XV графа Десмонд він був розбитий і вбитий 11 листопада 1583 року англійськими військами королеви Англії Єлизавети І. Його титули та величезні маєтки конфіскувала англійська корона. Його племінник Джеймс Фіц-Томас Фіц-Джеральд — граф Суган намагався повернути собі власність і титули під час Дев'ятирічної війни в Ірландії, але був схоплений англійською армією і страчений в 1603 році.
Вдруге титул графа Десмонд був створений в 1600 році для Джеймса Фіц-Джеральда — графа Башти як його називали сучасники. Крім цього він отримав титул барона Інчіквін. Він був спадкоємцем Джеральда Фіц-Джеральда — XIV графа Десмонд. Він прийняв титул графа Десмонд, що був ліквідований в 1582 року після поразки повстання Десмонда. Він провів більшу частину свого життя в полоні, був тимчасово відновлений в титулі в 1600—1601 роках. У той час корона Англії намагалася якось заспокоїти Манстер під час Дев'ятирічної війни в Ірландії. Таким чином він тимчасово отримав титул І графа ДЕсмонд, але незабаром був знову позбавлений титулу, повернувся до Англії, де помер всіма забутий.

### Граф Десмонд— третє та четверте створення титулу
Втретє титул графів Десмонд був створений в 1619 році для Річарда Престона — І лорда Дінгволл. Крім цього титулу він отримав титул барона Данмор.
Четвертий раз титул графа Десмонд був створений в 1622 році, коли Річард Престон був ще живий. Титул був створений для Джорджа Філдінга — І віконта Каллан, другого сина графа Денбі та племінника фаворита і коханця короля Англії Якова І Джорджа Вільєрса. Восьмирічний Джордж Філдінг отримав законне право на титул графа Десмонд, коли Річард Престон помер, не маючи спадкоємців. Річард Престон теж був фаворитом короля Якова І, Престон мав дочку, за планом якої Джордж Філдінг мав з нею одружитись, але цього не сталося. У 1628 році Престон помер, і король Англії Карл І дарував Джорджу Філдінгу титул графа Десмонд. Шотландський титул Престона — лорд Дінгволл перейшов до його дочки Єлизавети — герцогині Ормонд. Старший син Джорджа Філдінга — ІІ граф успадкував титул ІІІ графа Денбі після того, як його дядько — ІІ граф Денбі помер бездітним. Після цього власники титулу граф Денбі були одночасно власниками титулу граф Десмонд. Нинішній власник титулу — ХІІ граф Денбі є одночасно ХІ графом Десмонд.

## Барони Десмонд (1259)
- Джон Фітц-Томас Фіцджеральд (помер 1261) — І барон Десмонд (син Томаса ФітцМоріса Фіцджеральда)
- Томас ФітцМорис Фіцджеральд (помер 1298) — ІІ барон Десмонд (онук попереднього)
- Томас Фітц Томас Фіцджеральд (1290—1307) — ІІІ барон Десмонд (син попереднього)
- Моріс Фітц Томас Фіцджеральд (помер у 1356 р.) — IV барон Десмонд (брат попереднього; отримав титул графа Десмонд в 1329 р.)

## Графи Десмонд (1329)
- Моріс Фіцджеральд (помер 1356) — І граф Десмонд
- Моріс Фіцджеральд (1336—1358) — ІІ граф Десмонд (син попереднього)
- Джеральд Фіцджеральд (помер у 1398 році) — ІІІ граф Десмонд (зведений брат попереднього)
- Джон Фіцджеральд (помер у 1399 році) — IV Десмонд (син попереднього)
- Томас Фіцджеральд (бл. 1386—1420) — V граф Десмонд (син попереднього)
- Джеймс Фіцджеральд (помер у 1463 р.) — VI граф Десмонд («Узурпатор», дядько по батьківській лінії попереднього)
- Томас Фіцджеральд (помер у 1468 році) — VII граф Десмонд (син попереднього)
- Джеймс Фіцджеральд (1459—1487) — VIII граф Десмонд (син попереднього)
- Моріс Фіцджеральд (помер у 1520 році) — IX граф Десмонд (брат попереднього)
- Джеймс Фіцджеральд (помер у 1529 році) — X граф Десмонд (син попереднього)
- Томас Фіцджеральд (1454—1534) — XI граф Десмонд (по батьковій лінії дядько попереднього)
- Джон Фіцджеральд (помер у 1536 році) — де-факто XII граф Десмонд (брат попереднього, дідусь Джеймса Фіцджеральда по батьковій лінії, де-юре XII граф Десмонд)
- Джеймс Фіцджеральд (помер 1540) — де-юре XII граф Десмонд (онук Томаса Фіцджеральда, XI графа Десмонда, внучатий племінник Джона Фіцджеральда, де-факто XII граф Десмонд)
- Джеймс Фіцджеральд (помер 1558) — XIII Десмонд (син Джона Фіцджеральда, фактично XII граф Десмонд)
- Джеральд Фіцджеральд (бл. 1533—1583) — XIV граф Десмонд (син попереднього; позбавлений титулів 1582)

## Претендент на титул графа Десмонд (1598)
- Джеймс Фітц-Томас Фіцджеральд (пом. бл. 1607) — граф Суган, помер у Лондонському Тауері

## Графи Десмонд (1600)
- Джеймс Фіцджеральд (1571—1601) — І граф Десмонд (відомий як «граф Тауеру»)

## Графи Десмонд (1619)
- Річард Престон (помер 1628) — І граф Десмонд

## Графи Десмонд (1622)
- Вільям Філдінг (1640—1685) — III граф Денбі, II граф Десмонд
- Базіл Філдінг (1668—1717) — IV граф Денбі, III граф Десмонд
- Вільям Філдінг (1697—1755) — V граф Денбі, IV граф Десмонд
- Базіл Філдінг (1719—1800) — VI граф Денбі, V граф Десмонд
- Вільям Роберт Філдінг (1760—1799) — віконт Філдінг
- Вільям Базіл Персі Філдінг (1796—1865) — VII граф Денбі, VI граф Десмонд
- Рудольф Вільям Базіл Філдінг (1823—1892) — VIII граф Денбі, VII граф Десмонд
- Рудольф Роберт Базіл Алоїзіус Августин Філдінг (1859—1939) — IX граф Денбі, VIII граф Десмонд
- Рудольф Едмунд Алоїзіус Філдінг (1885—1937) — віконт Філдінг
- Вільям Рудольф Стівен Філдінг (1912—1966) — X граф Денбі, IX граф Десмонд
- Вільям Рудольф Майкл Філдінг (1943—1995) — XI граф Денбі, X граф Десмонд
- Олександр Стівен Рудольф Філдінг (нар. 1970) — XII граф Денбі, XI граф Десмонд

Спадкоємцем титулу є син нинішнього власника титулу Перегрін Рудольф Генрі Філдінг — віконт Філдінг (2005 р. н.).